# Дискография Shadows Fall
Shadows Fall — американская метал-группа из Спрингфилда, образованная в 1995 году. Для большинства студийных работ состав Shadows Fall закрепился за Брайаном Фейром (вокал), Джонатаном Донаисом (соло-гитара), Мэттом Бэчандом (ритм-гитара), Полом Романко (бас-гитара) и Джейсоном Биттнером (ударные). За всё время своего существования группа выпустила семь студийных альбомов, три сборника, два DVD и девять синглов. Коллектив дважды номинировался на Грэмми в категории «Лучшее метал-исполнение».
В конце 2011 года группа направилась в студию для записи своего седьмого полноформатного альбома. Релиз, получивший название Fire From the Sky, был выпущен 15 мая 2012 года. Продюсером альбома стал Адамом Дуткевич, ранее работавший с группой на их дебютной записи.
С 2014 года, в связи с занятостью участников в сторонних проектах, Shadows Fall временно приостановили концертную деятельность.

### Студийные альбомы
| Somber Eyes to the Sky                                                     | - Выпущен: 30 ноября 1997 года - Лейбл: Lifeless - Формат: CD, LP, цифровая дистрибуция                       | —  | —  | — | —   | —   |                 |
| Of One Blood                                                               | - Выпущен: 4 апреля 2000 года - Лейбл: Century Media - Формат: CD, LP, цифровая дистрибуция                   | —  | —  | — | —   | —   |                 |
| The Art of Balance                                                         | - Выпущен: 17 сентября 2002 года - Лейбл: Century Media - Формат: CD, Cd+DVD, LP, цифровая дистрибуция        | —  | 15 | — | —   | —   | - США: 100,000+ |
| The War Within                                                             | - Выпущен: 21 сентября 2004 года - Лейбл: Century Media - Формат: CD, CD+DVD, LP, цифровая дистрибуция        | 20 | 1  | — | 205 | —   | - США: 200,000+ |
| Threads of Life                                                            | - Выпущен: 3 апреля 2007 года - Лейбл: Atlantic, Roadrunner - Формат: CD, LP, цифровая дистрибуция            | 46 | —  | — | 95  | 192 | - США: 70,000+  |
| Retribution                                                                | - Выпущен: 15 сентября 2009 года - Лейбл: Everblack Industries - Формат: CD, CD+DVD, LP, цифровая дистрибуция | 35 | 4  | 3 | 160 | —   |                 |
| Fire from the Sky                                                          | - Выпущен: 15 мая 2012 года - Лейбл: Razor & Tie - Формат: CD, CD+DVD, цифровая дистрибуция                   | 38 | 10 | 4 | —   | —   |                 |
| «—» означает, что релиз не попал в чарт или не издавался в данном регионе. | |    |    |   |     |     |                 |

### Сборники
| Fear Will Drag You Down                                                    | - Выпущен: 28 января 2002 года - Лейбл: Century Media - Формат: CD, цифровая дистрибуция | —  | — |                |
| Fallout from the War                                                       | - Выпущен: 13 июня 2006 года - Лейбл: Century Media - Формат: CD, цифровая дистрибуция   | 83 | 5 | - США: 13,000+ |
| Seeking the Way: The Greatest Hits                                         | - Выпущен: 23 октября 2007 - Лейбл: Century Media - Формат: CD, цифровая дистрибуция     | —  | — |                |
| «—» означает, что релиз не попал в чарт или не издавался в данном регионе. |                                                                                          |    |   |                |

### DVD
| Название           | Описание                                                                                             | Продажи       |
| ------------------ | --- | ------------- |
| The Art of Touring | - Выпущен: 15 ноября 2005 года - Лейбл: Century Media - Формат: DVD                                  | - США: 3,000+ |
| Madness in Manila  | - Выпущен: 26 октября 2010 года - Лейбл: Everblack Industries - Формат: CD+DVD, цифровая дистрибуция |               |

### Синглы
| Год  | Название                  | US Main. | Альбом            |
| ---- | ------------------------- | -------- | ----------------- |
| 2004 | «What Drives the Weak»    | 38       | The War Within    |
| 2005 | «Inspiration on Demand»   | 33       | The War Within    |
| 2005 | «Enlightened by the Cold» | —        | The War Within    |
| 2007 | «Redemption»              | 37       | Threads of Life   |
| 2007 | «Another Hero Lost»       | 40       | Threads of Life   |
| 2009 | «Still I Rise»            | —        | Retribution       |
| 2009 | «King of Nothing»         | —        | Retribution       |
| 2010 | «Bark at the Moon»        | —        | Retribution       |
| 2012 | «The Unknown»             | —        | Fire from the Sky |

### Видеоклипы
| Год  | Название                  | Режиссёр        |
| ---- | ------------------------- | --------------- |
| 2002 | «Thoughts Without Words»  |                 |
| 2002 | «Destroyer of Senses»     |                 |
| 2002 | «The Idiot Box»           |                 |
| 2004 | «The Power of I and I»    | Дэйл Рэстигейни |
| 2004 | «What Drives the Weak»    | Зак Мерк        |
| 2004 | «Inspiration on Demand»   |                 |
| 2005 | «Enlightened by the Cold» | Зак Мерк        |
| 2006 | «In Effigy»               | Зак Мерк        |
| 2007 | «Redemption»              | Зак Мерк        |
| 2007 | «Another Hero Lost»       |                 |
| 2007 | «Burning the Lives»       |                 |
| 2007 | «Forevermore»             |                 |
| 2009 | «Still I Rise»            | Зак Мерк        |
| 2010 | «Bark at the Moon»        | Дэвид Бродски   |
| 2012 | «The Unknown»             |                 |